# 6980 Kyusakamoto
A 6980 Kyusakamoto (ideiglenes jelöléssel 1993 SV1) a Naprendszer kisbolygóövében található aszteroida. Endate Kin és Vatanabe Kazuró fedezte fel 1993. szeptember 16-án.